# Ciripcău, Florești
Ciripcău este un sat din raionul Florești din Republica Moldova.

## Istorie
Ciripcău a fost atestat documentar pentru prima dată în anul 1619:
„Io Gașpar voievod, din mila lui Dumnezeu, domn al Țării Moldovei.

Iată au venit, înaintea noastră și înaintea boierilor noștri moldoveni, Alexandra cu fratele ei Ghidion, fiii lui Voico fost logofăt și s'au tocmit intre ei, de bunăvoia lor, și au împărțit dreptele lor ocine ce au dela părinții lor.

Deci în partea Alexandrei s'a cuvenit jumătate din satul Ciripcău cu Gvozdu pe Camenca și Nicoreștii, ce este în ținutul Soroca, cu moara și cu iaz. ...

...

Pentru aceea ca să le fie, dela noi, drepte ocini și împărțeală. Altul nu se amestece înaintea acestei cărți a noastre.

La Iași, anul 7127 <1619> Septembrie 2.”

## Demografie

### Structura etnică
Structura etnică a satului conform recensământului populației din 2004:
| Grup etnic         | Populație | % Procentaj |
| ------------------ | --------- | ----------- |
| Moldoveni / Români | 1.317     | 99,33%      |
| Ruși               | 5         | 0,38%       |
| Ucraineni          | 3         | 0,23%       |
| Alții              | 1         | 0,08%       |
| Total              | 1.326     | 100%        |

## Administrație și politică
Componența Consiliului local Ciripcău (9 consilieri), ales la 5 noiembrie 2023, este următoarea:
|  | Partid                                        | Consilieri | Componență | Componență | Componență | Componență |
|  | --------------------------------------------- | ---------- | ---------- | ---------- | ---------- | ---------- |
|  | Partidul Acțiune și Solidaritate              | 4          |            |            |            |            |
|  | Partidul Socialiștilor din Republica Moldova  | 3          |            |            |            |            |
|  | Partidul Dezvoltării și Consolidării Moldovei | 2          |            |            |            |            |

## Personalități născute aici
- Constantin Stere (1865 - 1936), om politic, jurist, savant, scriitor;
- Evlampie Donos (n. 1949), jurist, profesor universitar;
- Adrian Prodan (1987), jurnalist și prezentator de televiziune.